# Bucanetes
Bucanetes (woestijnvinken) is een geslacht van zangvogels uit de vinkachtigen (Fringillidae).

## Soorten
Het geslacht kent de volgende soorten:
- Bucanetes githagineus – Woestijnvink
- Bucanetes mongolicus – Mongoolse woestijnvink